# St. Maria Königin (Frankenforst)

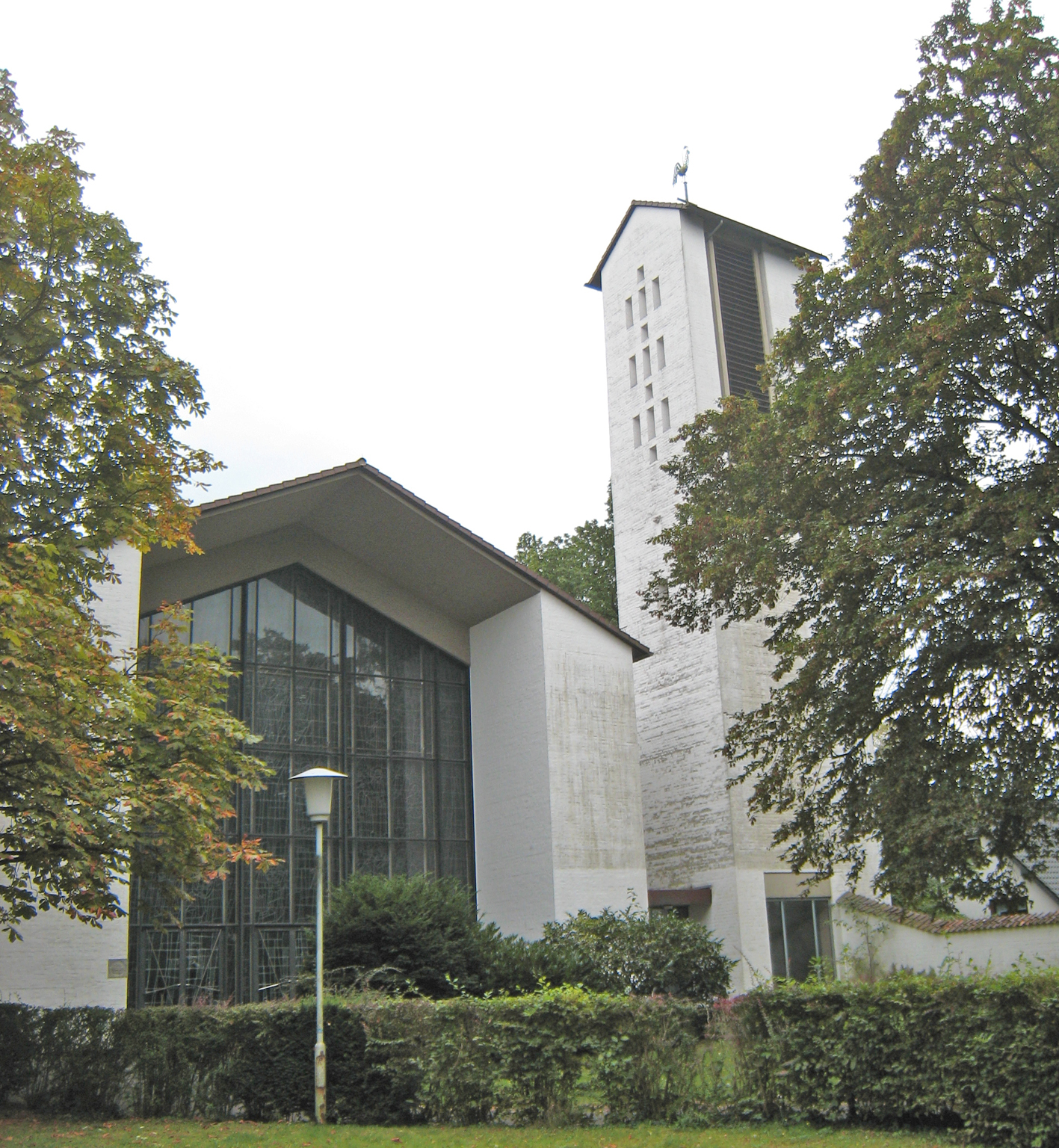
Katholische Pfarrkirche St. Maria Königin

St. Maria Königin ist eine römisch-katholische Pfarrkirche im Stadtteil Frankenforst der Stadt Bergisch Gladbach im Rheinisch-Bergischen Kreis.

## Geschichte
Die Pfarrkirche St. Maria Königin wurde 1954–1955 zusammen mit Pfarrhaus und Jugendheim nach Plänen des Architekten Bernhard Rotterdam auf dem Grundstück Kiebitzstraße 22 gebaut. Der Turm wurde 1957 vollendet.

### Profanierung
Die Kirche St. Maria Königin ist stark von Schimmel befallen und muss saniert werden. Weil durch den Schimmel die Gefahr einer gesundheitlichen Gefährdung besteht, kann sie nicht mehr betreten werden. Entsprechende Hinweise sind an den Eingangstüren angebracht worden. Außerdem hatte die Kirchengemeinde bereits 2008 wegen nachlassender Nutzung des Kirchenraums für Gottesdienste beschlossen, ihren Schwerpunkt in das neue Gemeindezentrum St. Johann Baptist in Refrath zu verlegen. Aus diesen Gründen plant das Erzbistum Köln, das Kirchengebäude zu profanieren. Es gibt dazu gegensätzliche Standpunkte. Die einen berufen sich auf die hohen Kosten, die anderen auf die Denkmalwürdigkeit des Gebäudes.

## Baudenkmal
Die Pfarrkirche St. Maria Königin in Frankenforst war unter der laufenden Nummer 178 in die Liste der Baudenkmäler in Bergisch Gladbach eingetragen. Am 29. September 2016 wurde dieser Eintrag gelöscht. Die Kirche wurde am 19. Oktober 2017 erneut unter der Nummer 191 eingetragen.